# Grupo Radiorama
Grupo Radiorama es el grupo radiofónico con más estaciones de radio en México, bajo el eslogan de "La Cadena que une a México".

## Historia
Grupo Radiorama nace el 9 de diciembre de 1970, contando con siete emisoras; para 1985 ya contaba con 140 emisoras. El gran éxito de la estación radiofónica se debe a la experiencia adquirida de sus dos fundadores: Javier Pérez de Anda y Adrián Pereda López. Ambos aportaron sus conocimientos en materia de radiodifusión para la creación de un proyecto ambicioso que se consolida con el nombre de Radiorama.
Javier Pérez de Anda se desempeñaba como controlador general para Grupo Radio Centro, mientras que a la par, Adrián Pereda López colaboraba en el área de investigación de mercados y publicidad para Organización Radio Centro.
Pese a la aceptación y crecimiento que estaba teniendo la televisión, existían radiodifusores interesados en las posibilidades que ofrecía la radio como medio de comunicación. Es entonces cuando Radiorama apoya a distintas emisoras del país ofreciendo sus servicios de asesoría y gestión. Una de las primeras radiodifusoras representadas fue XETO de Tampico, Tamaulipas. Esta empresa perteneciente a Alfonso Sanabria Esparza se convirtió en uno de los primeros eslabones de una gran cadena que se fue formando a lo largo del norte y sur de México. Radiorama tuvo presencia en lugares como Ciudad Juárez, Chihuahua con XEPZ; en Mexicali, Baja California con las estaciones XEAO, XERM y XEAA; en el sur con las estaciones XEON y XEMS de Chiapas y Tamaulipas.
Actualmente, la empresa opera con más de 300 emisoras de AM y FM, distribuidas en todo el territorio nacional, en Acapulco, Guerrero, Tampico, Tamaulipas y Torreón, Coahuila se presenta la mayor presencia del grupo. Se cree que el grupo  empezó a estar dividido desde 2013, ya que en Cuernavaca, Morelos surge Grupo Audiorama Comunicaciones, este grupo tiene presencia en estados como Morelos, Guerrero y Baja California, y en ciudades como en León y Guanajuato, Guanajuato, Chihuahua, Chihuahua, Puerto Peñasco, Sonora, Guadalajara, Jalisco y la Ciudad de México. En Tamaulipas hay otro grupo denominado como Grupo AS Radio, en lo cual ocupa estaciones de Tampico, Ciudad Victoria, Nuevo Laredo, Reynosa y Matamoros, al igual de las estaciones en San Luis Potosí. En Chiapas, se forma otro grupo denominado como Grupo Radio Comunicación del sureste y ocuparían las estaciones de Chiapas, junto con estaciones de Villahermosa, Tabasco, Coatzacoalcos, Veracruz y Campeche, Campeche. En el resto del país surgen otros dos grupos de radio como son Corporativo ASG Radio y Grupo Radio Resultados, en lo cual ocupan de una a dos estaciones en una misma ciudad.

## Formatos
A continuación se nombran algunos formatos radiofónicos utilizados por Grupo Radiorama y asociados en el país:

### Grupo Radiorama

#### @FM
Pop juvenil en inglés y español. En 2015, llegaba en Acapulco, Guerrero; Tampico, Tamaulipas e Parral, Chihuahua. En 2017, aparte de que se seguía expandiendo, empezaban a contar con programas propios para la cadena.
Actualmente los programas que transmiten en todas las estaciones son:
- Trépale de 7:00 a 10:00 AM
- La (DES) Informadera de 6:00 a 7:00 PM

 Cobertura actual 
- XHAF-FM 99.5 MHz - Celaya, Guanajuato
- XHDI-FM 88.5 MHz - Chihuahua, Chihuahua
- XHESO-FM 104.9 MHz - Ciudad Obregón, Sonora
- XHTB-FM 93.3 MHz - Cuernavaca, Morelos
- XHOH-FM 99.7 MHz - Durango, Durango
- XHGDL-FM 88.7 MHz - Guadalajara, Jalisco (@FM Inolvidable)
- XHVSS-FM 101.1 MHz - Hermosillo, Sonora
- XHSD-FM 99.3 MHz / XESD-AM 1530 kHz - León, Guanajuato
- XHHN-FM 89.9 MHz / XEHN-AM 1130 kHz - Nogales, Sonora
- XHCPN-FM 101.7 MHz - Piedras Negras, Coahuila
- XHRRR-FM 89.3 MHz - Poza Rica, Veracruz
- XHEZAR-FM 96.1 MHz - Puebla, Puebla
- XHRT-FM 95.3 MHz - Reynosa, Tamaulipas
- XHPP-FM 93.5 MHz - Tampico, Tamaulipas
- XHEPIC-FM 98.5 MHz - Tepic, Nayarit

 Enlace externo 
- Sitio oficial de @FM

#### La Poderosa
Música del género regional mexicano cómo banda, techno banda, mariachi, norteña, duranguense, sierreña y grupera, incluyendo algunas canciones de música romántica del ayer y música tropical. Es un concepto en que Grupo Radiorama es más conocido, ya que algunas estaciones tienen este formato desde cuando iniciaron transmisiones.
 Cobertura actual 
- XHPA-FM 93.7 MHz - Acapulco, Guerrero (perteneciente al Grupo Radio Comunicación)
- XHCNE-FM 104.7 MHz - Cananea, Sonora
- XHFA-FM 89.3 MHz / XEFA-AM 950 kHz - Chihuahua, Chihuahua
- XHNZ-FM 107.5 MHz - Ciudad Juárez, Chihuahua
- XHSM-FM 100.9 MHz - Ciudad Obregon, Sonora (perteneciente a Grupo AS Comunicación)
- XHWX-FM 98.1 MHz - Durango, Durango
- XHESON-FM 88.9 MHz - Hermosillo, Sonora
- XHMK-FM 104.3 MHz - Huixtla, Chiapas (perteneciente al Grupo AS Comunicación)
- XHLCM-FM 95.7 MHz - Lázaro Cárdenas, Michoacán (perteneciente al Grupo AS Comunicación)
- XHMAC-FM 95.3 MHz - Manzanillo, Colima (perteneciente al Grupo AS Comunicación)
- XHMUG-FM 96.9 MHz - Mexicali, Baja California (Pop y balada contemporánea en español e inglés, similar al formato Estéreo Vida)
- XHSCED-FM 105.5 MHz - Morelia, Michoacán (perteneciente a Grupo AS Comunicación)
- XHCG-FM 89.5 MHz / XECG 1240 kHz - Nogales, Sonora
- XHWL-FM 103.7 MHz - Nuevo Laredo, Tamaulipas (perteneciente a Grupo AS Comunicación)
- XHOQ-FM 100.1 MHz - Oaxaca, Oaxaca (perteneciente a Grupo AS Comunicación)
- XHONG-FM 100.9 MHz - Ojinaga, Chihuahua (perteneciente a BM Radio)
- XHPVJ-FM 94.3 MHz / XEPVJ-AM 1110 kHz - Puerto Vallarta, Jalisco (perteneciente al Grupo AS Comunicación)
- XHCCBF-FM 88.5 MHz - Sahuayo, Michoacán (perteneciente al Grupo AS Comunicación)
- XHSS-FM 91.9 MHz - San Luis Potosí, San Luis Potosí (perteneciente a Grupo AS Comunicación)
- XHZE-FM 92.9 MHz - Santiago Ixcuintla, Nayarit
- XHHF-FM 96.9 MHz - Tampico, Tamaulipas (perteneciente al Grupo AS Comunicación)
- XHTAP-FM 98.7 MHz - Tapachula, Chiapas (perteneciente al Grupo AS Comunicación)
- XHTEU-FM 99.1 MHz - Tehuacán, Puebla (perteneciente al Grupo AS Comunicación)
- XHKZ-FM 98.1 MHz - Tehuantepec, Oaxaca (perteneciente al Grupo AS Comunicación)
- XHCRA-FM 93.1 MHz - Tuxpan, Veracruz
- XHIO-FM 91.1 MHz - Tuxtla Gutiérrez, Chiapas (perteneciente a Grupo AS Comunicación)
- XHIP-FM 89.7 MHz - Uruapan, Michoacán (perteneciente a Grupo AS Comunicación)
- XHQT-FM 106.9 MHz - Veracruz, Veracruz (en coalición con Grupo Avanradio)
- XHTR-FM 92.5 MHz - Villahermosa, Tabasco (perteneciente a Grupo AS Comunicación)

#### Romántica
Balada en español de los 70, 80, 90 y actual. Es un concepto en que Grupo Radiorama es más conocido, ya que algunas estaciones tienen este formato desde cuando iniciaron transmisiones o fueron adquiridas.
 Cobertura actual 
- XHCI-FM 104.7 MHz - Acapulco, Guerrero (perteneciente a Grupo Radio Comunicación)
- XECO-AM 1380 kHz - Ciudad de México
- XHTAM-FM 96.1 MHz / XETAM-AM 640 kHz - Ciudad Victoria, Tamaulipas (perteneciente a Grupo AS Comunicación)
- XHCSI-FM 89.5 MHz - Culiacán, Sinaloa
- XHKY-FM 97.1 MHz - Huixtla, Chiapas (perteneciente al Grupo AS Comunicación)
- XHTQ-FM 101.3 MHz - Orizaba, Veracruz (perteneciente a Rogsa Multimedios)
- XHEI-FM 93.1 MHz - San Luis Potosí, San Luis Potosí (perteneciente al Grupo AS Comunicación)
- XHEOE-FM 96.3 MHz - Tapachula, Chiapas (perteneciente al Grupo AS Comunicación)
- XHETO-FM 98.5 MHz - Tampico, Tamaulipas (perteneciente al Grupo AS Comunicación)
- XHTCP-FM 90.7 MHz - Tehuacán, Puebla (perteneciente al Grupo AS Comunicación)
- XHPNA-FM 101.9 MHz - Tepic, Nayarit
- XHUE-FM 99.3 MHz - Tuxtla Gutiérrez, Chiapas (perteneciente al Grupo AS Comunicación)

#### Vida Romántica
Balada en español de los 70's, 80's, 90's y actual.
 Cobertura actual 
- XHDRD-FM 104.5 MHz - Durango, Durango
- XHRE-FM 105.5 MHz - Piedras Negras, Coahuila
- XHEJD-FM 100.9 MHz - Poza Rica, Veracruz
- XHETU-FM 99.3 MHz - Tampico, Tamaulipas

#### Éxtasis Digital
Éxitos Clásicos de los 60's hasta los 90's en inglés.
 Cobertura actual 
- XHNS-FM 96.9 MHz - Acapulco, Guerrero (perteneciente a Grupo Radio Comunicación)
- XHFI-FM 96.5 MHz / XEFI-AM 580 kHz - Chihuahua, Chihuahua
- XHASM-FM 107.7 MHz - Cuernavaca, Morelos
- XHQJ-FM 105.9 MHz - Guadalajara, Jalisco
- XHGTO-FM 95.9 MHz / XEGTO-AM 590 kHz - León, Guanajuato
- XHSB-FM 94.9 MHz - Parral, Chihuahua

#### Fiesta Mexicana
Música del género regional mexicano cómo grupera, norteña, banda, techno banda, mariachi, sierreña y duranguense.
Cobertura actual
- XHNC-FM 102.9 - Celaya, Guanajuato
- XEP-AM 1300 kHz - Ciudad Juárez, Chihuahua (Además de la programación musical, lleva un formato de hablada-noticias bajo el nombre de “Radio Mexicana Nuestras Noticias”)
- XHBO-FM 105.5 MHz - Irapuato, Guanajuato
- XHOO-FM 102.3 MHz - León, Guanajuato
- XHAS-FM 101.5 MHz / XEAS-AM 1410 kHz - Nuevo Laredo, Tamaulipas
- XHPSP-FM 106.3 MHz - Piedras Negras, Coahuila
- XHTU-FM 92.3 MHz - Poza Rica, Veracruz
- XHSAC-FM 99.3 MHz - Saltillo, Coahuila
- XHFAC-FM 92.9 MHz - Salvatierra, Guanajuato
- XHPAV-FM 91.7 MHz - Tampico, Tamaulipas

#### Stereo Vida
Balada contemporánea en español e inglés de los 80's, 90's, 2000s y actual.
Cobertura actual
- XHEVE-FM 93.3 MHz - Colima, Colima
- XHMW-FM 102.3 MHz - Nuevo Laredo, Tamaulipas
- XHRKS-FM 103.3 MHz - Reynosa, Tamaulipas (perteneciente a Grupo AS Comunicación)
- XHPY-FM 95.3 MHz - Tepic, Nayarit
- XHZIH-FM 90.5 MHz - Zihuatanejo, Guerrero
- XHJPA-FM 90.3 MHz - Cuernavaca, Morelos

#### La Mexicana
Música del género regional mexicano cómo grupera, norteña, banda, techno banda, mariachi, sierreña y duranguense.
 Cobertura actual 
- XHMEX-FM 104.9 MHz / XEMEX-AM 950 kHz - Ciudad Guzmán, Jalisco
- XHFS-FM 91.1 MHz - Izúcar, Puebla
- XEAO-AM 910 kHz - Mexicali, Baja California (pertenece a Grupo Audiorama Comunicaciones, bajo el nombre de "Radio Mexicana")
- XHEOA-FM 94.9 MHz - Oaxaca, Oaxaca (perteneciente al Grupo AS Comunicación)
- XHAR-FM 101.7 MHz - Tampico, Tamaulipas (perteneciente al Grupo AS Comunicación)
- XHKQ-FM 93.1 MHz - Tapachula, Chiapas (perteneciente al Grupo AS Comunicación)
- XHURM-FM 102.1 MHz - Uruapan, Michoacán (perteneciente al Grupo AS Comunicación)

#### La Más Picuda
Música del género regional mexicano cómo grupera, norteña, banda, techno banda, mariachi, sierreña y duranguense, incluyendo música  tropical y afroantillana.
Cobertura actual
- XHLAZ-FM 93.5 MHz - Ciudad Guzmán, Jalisco
- XHTY-FM 91.3 MHz - Tecomán, Colima
- XHSW-FM 94.9 MHz - Cuernavaca, Morelos
- XHPV-FM 103.5 MHz - Papantla, Veracruz
- XHHB-FM 104.7 MHz / XEHB-AM 730 kHz - Parral, Chihuahua
- XERT-AM 1170 kHz - Reynosa, Tamaulipas
- XHTEY-FM 93.7 MHz / XETEY-AM 840 kHz - Tepic, Nayarit

#### La Dinámica
Música del género regional mexicano cómo grupera, norteña, banda, techno banda, mariachi, sierreña y duranguense.
Cobertura actual
- XHSU-FM 105.9 MHz / XESU-AM 790 kHz - Mexicali, Baja California

#### La Huasteca
Música del género regional mexicano cómo grupera, norteña, banda, techno banda, mariachi, sierreña y duranguense.
Cobertura actual
- XHTI-FM 90.5 MHz - Tantoyuca, Veracruz (perteneciente a Grupo AS Comunicación)
- XHEOLA-FM 103.5 MHz - Tampico, Tamaulipas

#### Studio
Balada en español y inglés de los 70's, 80's, 90's y actual.
Cobertura actual
- XHAP-FM 96.9 MHz - Ciudad Obregón, Sonora
- XHIM-FM 105.1 MHz - Ciudad Juárez, Chihuahua
- XHSN-FM 106.7 MHz - Nogales, Sonora

#### Radio Lobo
Música del género regional mexicano cómo grupera, norteña, banda, techno banda, mariachi, sierreña y duranguense.
Cobertura actual
- XHSAG-FM 92.5 MHz / XESAG-AM 1040 kHz - Irapuato, Guanajuato (perteneciente a Corporación Bajio Comunicaciones)
- XHRE-FM 88.1 MHz / XERE-AM 920 kHz - Celaya, Guanajuato (perteneciente a Corporación Bajio Comunicaciones)
- XHPJIT-FM 88.3 MHz - Iturbide, Guanajuato (perteneciente a Corporación Bajio Comunicaciones)
- XHBY-FM 96.7 MHz - Tuxpan, Veracruz (perteneciente a Grupo VG Comunicaciones)

#### La Rancherita
Música del género regional mexicano cómo grupera, norteña, banda, techno banda, mariachi, sierreña y duranguense.
Cobertura actual
- XHEPF-FM 89.1 MHz - Ensenada, Baja California (perteneciente a Cadena Rasa)
- XHENU-FM 101.9 MHz - Nuevo Laredo, Tamaulipas (perteneciente al Grupo AS Comunicación)
- XHVTH-FM 99.1 MHz - Villahermosa, Tabasco (perteneciente al Grupo AS Comunicación)

#### Play FM
Pop juvenil del momento en español y inglés.
Cobertura actual
- XHEBC-FM 97.9 MHz - Ensenada, Baja California (perteneciente a Cadena Rasa)

#### Radio Ranchito
Música del género regional mexicano cómo grupera, norteña, banda, techno banda, mariachi, sierreña y duranguense.
Cobertura actual
- XEHG-AM 1370 kHz - Mexicali, Baja California (perteneciente a Cadena Rasa)
- XEXX-AM 1420 kHz - Tijuana, Baja California

#### Otros formatos

##### Toño
Música variada en español e inglés de los 70's, 80's, 90's, 2000's y actual.
- XHMV-FM 93.9 MHz - Hermosillo, Sonora (perteneciente a Grupo Larsa Comunicaciones)

##### Estéreo Sol
Música del recuerdo en inglés y español de los 70's, 80's, 90's, 2000's y actual.
- XHAT-FM 101.1 MHz - Ensenada, Baja California (perteneciente a Cadena Rasa)

##### Radiorama Frecuencia Deportiva
Programas hablados de noticias y música retro en ingles.
- XEDKT-AM 1340 kHz - Guadalajara, Jalisco

##### La Tapatía
Música del género regional mexicano cómo grupera, norteña, banda, techno banda, mariachi, sierreña y duranguense.
- XHRX-FM 103.5 MHz - Guadalajara, Jalisco

##### La Campirana
Música del género regional mexicano cómo grupera, norteña, banda, techno banda, mariachi, sierreña y duranguense.
- XHIRG-FM 102.7 MHz - Irapuato, Guanajuato

##### La Nayarita
Música del género regional mexicano cómo grupera, norteña, banda, techno banda, mariachi, sierreña y duranguense.
- XHNF-FM 97.7 MHz - Tepic, Nayarit

##### Máxima FM
Rock and roll alternativo, pop, rap, hip-hop, R&B y música juvenil en inglés y en español. A diferencia del concepto original de Radio S.A, que es 100% de música pop y rock and roll juvenil del momento en inglés y español.
- XHOJ-FM 106.7 MHz - Guadalajara, Jalisco

##### Vida Azul
Música romántica en español de los 70, 80, 90, 2000 y actual.
- XHTVR-FM 99.5 MHz / XETVR-AM 1150 kHz - Tuxpan, Veracruz

##### Radio Sensación
Música del género regional mexicano cómo grupera, norteña, banda, techno banda, mariachi, sierreña y duranguense.
- XHERIO-FM 106.9 MHz - Ixtlán del Río, Nayarit

##### La Reina
Música del género regional mexicano cómo grupera, norteña, banda, techno banda, mariachi, sierreña y duranguense.
- XHSA-FM 100.9 MHz - Saltillo, Coahuila

##### La Rocola 990
Música del recuerdo en inglés y español, y balada moderna.
- XECL-AM 990 kHz - Mexicali, Baja California

##### Con Madre
Música del género regional mexicano cómo grupera, norteña, banda, techno banda, mariachi, sierreña y duranguense.
- XHOBS-FM 92.1 MHz - Ciudad Obregón, Sonora

##### La Gran D
Música tradicional mexicana del género de mariachi y música de marimbas.
- XED-AM 1050 kHz - Mexicali, Baja California (perteneciente a Cadena Rasa)

##### La Plakosa
Música del género regional mexicano cómo grupera, norteña, banda, techno banda, mariachi, sierreña y duranguense.
- XHIN-FM 95.3 MHz - Culiacán, Sinaloa

### Grupo Audiorama Comunicaciones

#### La Bestia Grupera
Música del género regional mexicano cómo grupera, norteña, banda, techno banda, mariachi, sierreña y duranguense incluyendo también música tropical, teniendo origen en 2013 en Morelos donde se da el origen de Grupo Audiorama Comunicaciones en la cual las estaciones XHCM-FM, XHCU-FM y XHNG-FM formaron el grupo. Actualmente está en proceso de expansión, ya que era el reemplazo de lo que era "La Ke Buena" aunque también sea el reemplazo de otros formatos como "La Poderosa", "Fiesta Mexicana", entre otros cuyo formato es de corte regional mexicano. Durante 2017 el proyecto comandado por Christian Carrillo logró introducir la marca a 21 plazas logrando consolidarse como el grupo de radio con mayor expansión en este periodo, coronando su trabajo con una emisora en la Plaza de Guadalajara, Jalisco, considerada como la capital de la música de este género, además se presentó el proyecto de un noticiero nacional en donde Javier Alatorre es el conductor del espacio informativo de la cuál concluyó a principios de 2022.
Cobertura actual
- XHEVP-FM 95.3 MHz - Acapulco, Guerrero
- XHCCQ-FM 91.5 MHz / XECCQ-AM 630 kHz - Cancún, Quintana Roo
- XHRPC-FM 99.3 MHz - Chihuahua, Chihuahua
- XHEPI-FM 99.7 MHz - Chilpancingo, Guerrero
- XHPEEC-FM 95.7 MHz -  Cihuatlán, Jalisco
- XHSIC-FM 96.1 MHz - Córdoba, Veracruz
- XHCU-FM 104.5 MHz - Cuautla, Morelos (para Cuernavaca)
- XHWS-FM 102.5 MHz - Culiacán, Sinaloa (perteneciente a Grupo RSN)
- XHGDA-FM 89.1 MHz - Guadalajara, Jalisco
- XHML-FM 90.3 MHz - León, Guanajuato
- XHZZZ-FM 93.7 MHz - Manzanillo, Colima
- XHMMF-FM 92.3 MHz - Mexicali, Baja California
- XHRZ-FM 103.5 MHz - Nogales, Sonora
- XHPPO-FM 93.5 MHz - Puerto Peñasco, Sonora
- XHECO-FM 90.5 MHz - Tecomán, Colima
- XHTBV-FM 100.9 MHz - Tierra Blanca, Veracruz
- XEWF-AM 540 kHz - Tlalmanalco, Estado de México (para Ciudad de México)
- XHQY-FM 103.7 MHz - Toluca, Estado de México

Plazas que emitían
- Chetumal, Quintana Roo 99.3 FM (ahora Latidos FM de Luna Medios)
- Coatzacoalcos, Veracruz 99.3 FM (cambió a Fiesta Mexicana, ahora La Lupe de Multimedios Radio)
- Ensenada, Baja California
  - 92.1 FM (cambió a Vida, ahora La Caliente de Multimedios Radio; se desincorporó del Grupo Audiorama Comunicaciones)
  - 89.1 FM (cambió a Fiesta Mexicana, ahora La Rancherita)
- Huixtla, Chiapas 104.3 FM (ahora La Poderosa)
- Mazatlán, Sinaloa 97.9 FM (ahora FM Globo de MVS Radio)
- Nogales, Sonora 90.3 FM / 1300 AM (cambió a La Más Chingona, ahora KY 90.3)
- Sonoyta, Sonora 96.5 FM (ahora Súper)
- Tapachula, Chiapas 98.7 FM (ahora La Poderosa)
- Tijuana, Baja California 107.7 FM (cambió a Los 40, ahora Más Flo; se desincorporó del Grupo Audiorama Comunicaciones)
- Tuxtla Gutierrez, Chiapas 99.3 FM (cambió a Radio Zoque, ahora Romántica)

#### Súper
Pop juvenil del momento en español y inglés.
 Cobertura actual 
- XHNU-FM 94.5 MHz - Acapulco, Guerrero
- XHCHG-FM 102.7 MHz / XECHG-AM 680 kHz - Chilpancingo, Guerrero
- XHERL-FM 98.9 MHz - Colima, Colima
- XHNG-FM 98.1 MHz - Cuernavaca, Morelos
- XHSOL-FM 89.9 MHz - Mexicali, Baja California
- XHITA-FM 96.5 MHz - Sonoyta, Sonora

Plazas que emitían
- Ensenada, Baja California 101.1 FM (ahora Estéreo Sol)
- Puerto Peñasco, Sonora 93.5 FM (ahora La Bestia Grupera)

#### Buenísiima
Música grupera. Formato similar a La Ke Buena de Radiopolis.
Cobertura actual
- XHPO-FM 103.9 MHz - Acapulco, Guerrero
- XEVOZ-AM 1590 kHz / XEUR-AM 1530 kHz - Ciudad de México (cambió su género a música tropical).
- XHCM-FM 88.5 MHz - Cuernavaca, Morelos
- XEZF-AM 850 kHz - Mexicali, Baja California (cambió su género a música del recuerdo)
- XHVILL-FM 103.3 MHz - Villahermosa, Tabasco

Plazas que emitían
- Huixtla, Chiapas 97.1 FM (cambió a Romántica, ahora Radio Zoque)

#### Vida
Balada contemporánea en español y inglés de los 50, 60, 70, 80, 90 y actual, muy similar a Stereo Vida pero con su estilo propio.
Cobertura actual
- XHKJ-FM 89.7 MHz - Acapulco, Guerrero
- XHSG-FM 99.9 MHz - Piedras Negras, Coahuila

Plazas que emitían
- Ensenada, Baja California 92.1 FM (cambió a Radio Alegría, después a Hits FM, ahora La Caliente; se desincorporo del Grupo Audiorama Comunicaciones tras un nuevo acuerdo con Multimedios Radio)
- Mexicali, Baja California
  - 104.9 FM (ahora La Invasora de Uniradio)
  - 89.9 FM (ahora Super)
  - 1370 AM (ahora Radio Bahía de Radio Cadena Enciso)
- Tijuana, Baja California 1420 AM (ahora Radio Ranchito)

#### Retro FM
Baladas y música pop del recuerdo en español y inglés.
 Cobertura 
- XHPMEN-FM 93.9 MHz - Ciudad del Carmen, Campeche
- XHDZ-FM 88.1 MHz - Córdoba, Veracruz
- XHYN-FM 102.9 MHz - Oaxaca, Oaxaca (perteneciente de Grupo AS Comunicación)
- XHVOZ-FM 107.5 MHz Guadalajara, Jalisco

Plazas que emitían
- Acapulco, Guerrero 92.1 FM (cambió a Heraldo Radio, ahora Voces 92.1)
- Ciudad del Carmen, Campeche 101.3 FM / 950 AM (cambió a Heraldo Radio, ahora FM Globo de MVS Radio)
- Toluca, Estado de México 103.7 FM / 1200 AM (regresó a La Bestia Grupera)
- Coatzacoalcos, Veracruz 103.5 FM (cambió a Estéreo Joven y luego Activa 103.5; se desincorporó del Grupo Audiorama Comunicaciones, ahora La Poderosa de Grupo AS Comunicación)

#### KY
Música urbana y pop juvenil del momento en español y inglés.
 Cobertura 
- XHDK-FM 94.7 MHz - Guadalajara, Jalisco
- XHLDC-FM 90.7 MHz - Magdalena, Sonora
- XHMF-FM 104.5 MHz - Monterrey, Nuevo León
- XHNAS-FM 95.5 MHz - Navojoa, Sonora
- XHXW-FM 90.3 MHz - Nogales, Sonora

#### Love FM
Baladas y música pop del recuerdo en español y inglés.
 Cobertura 
- XHUA-FM 90.1 MHz - Chihuahua, Chihuahua
- XHVLO-FM 101.5 MHz - León, Guanajuato
- XHEOO-FM 96.1 MHz - Tepic, Nayarit

## Alianza con otros grupos radiofónicos

### Radiopolis

#### W Radio
Transmite noticias, programas de revista y deportes.
Cobertura actual
- XHS-FM 100.9 MHz - Tampico, Tamaulipas (Oreja WFM)

Plazas que emitían
- Acapulco, Guerrero
  - 1030 AM (cambió a La Mexicana, ahora La Bestia Grupera en el 95.3 de FM)
  - 96.9 FM (cambió a Radio Guerrero, ahora Éxtasis Digital de Grupo Radio Comunicación)
- Chilpancingo, Guerrero 990 AM (cambió a Ke Buena, ahora La Bestia Grupera en el 99.7 de FM)
- Chihuahua, Chihuahua 680 AM (cambio a Éxtasis Digital, ahora Súper en el 92.5 de FM)
- Ciudad Obregón, Sonora 1070 AM (cambió a Radio Fórmula, ahora Con Madre en el 92.1 de FM)
- Colima, Colima 1020 AM (cambió a Éxtasis Digital, ahora La Más Picuda en el 93.3 de FM)
- Cuernavaca, Morelos 1190 AM (cambió a La Poderosa, ahora Estéreo Vida en el 90.3 de FM)
- Durango, Durango 106.1 MHz / 820 AM (ahora Vida Romántica en el 104.5 de FM)
- León, Guanajuato 1000 AM/93.1 FM (cambió a @ FM, ahora Los 40)
- Mazatlán, Sinaloa 870 AM/88.9 FM (cambió a Éxtasis Digital, ahora Magia Digital de Grupo MegaRadio)
- Mexicali, Baja California 1050 AM (cambió a La Gran D, ahora perteneciente a Radio Cadena Enciso)
- Minatitlán, Veracruz 1420 AM (cambió a Vida Romántica en el 88.5 de FM, ahora El Heraldo Radio de Heraldo Media Group)
- Nogales, Sonora
  - 1240 AM (cambió a Romántica, ahora La Poderosa en el 89.5 de FM)
  - 1300 AM (cambió a Ke Buena, ahora KY en el 90.3 de FM)
- Nuevo Laredo, Tamaulipas 1090 AM (ahora La Poderosa en el 103.7 de FM)
- Poza Rica, Veracruz 1200 AM (ahora La Mejor de Studio 101.9 y MVS Radio en el 94.7 de FM)
- Puebla, Puebla 920 AM (cambió a Encuentro 920 AM, ahora está en el 96.1 de FM)
- Puerto Vallarta, Jalisco 910 AM (cambió a Los 40, ahora Oreja FM en el 105.1 de FM)
- Reynosa, Tamaulipas 940 AM (cambió a Romántica, ahora La Poderosa en el 103.3 de FM)
- San Luis Potosí, San Luis Potosí Romántica 93.1 FM (transmitía programas de W Radio; actualmente salió del aire)
- Tampico, Tamaulipas
  - 1030 AM (cambió a La Picosita, ahora Fiesta Mexicana en el 91.7 de FM)
  - 1330 AM (ahora Boom FM en el 104.7 de FM)
- Tehuacán, Puebla 1230 AM (cambio a Los 40, ahora Romántica en el 90.7 de FM)
- Tepic, Nayarit 620 AM (cambió a Los 40, ahora Love FM de Grupo Audiorama Comunicaciones en el 96.1 de FM)
- Torreón, Coahuila 790 AM (cambió a Milenio Radio, ahora El Viejón en el 99.5 de FM)
- Villahermosa, Tabasco
  - 940 AM (cambió a Heraldo Radio en el 104.9 de FM, ahora La Lupe de Multimedios Radio)
  - 1270 AM (ahora La Rancherita en el 99.1 de FM)

#### Los 40
Pop juvenil del momento en español e inglés. Perteneciente a Grupo PRISA donde tienen coaliciones desde 2004.
Cobertura actual
- XHERZ-FM 93.1 MHz - León, Guanajuato (perteneciente a Grupo Audiorama Comunicaciones)
- XHNK-FM 99.3 MHz - Nuevo Laredo, Tamaulipas (perteneciente a Grupo AS Comunicación)
- XHRW-FM 97.7 MHz - Tampico, Tamaulipas (perteneciente a Grupo AS Comunicación)
- XHENI-FM 93.7 MHz - Uruapan, Michoacán (perteneciente a Grupo AS Comunicación)

Plazas que emitían
- Acapulco, Guerrero
  - 92.1 FM (cambió a Retro FM, ahora Voces 92.1 de Grupo Audiorama Comunicaciones)
  - 104.7 FM (ahora Romántica de Grupo Radio Comunicación)
- Celaya, Guanajuato 96.7 FM (cambió a Radio Lobo, ahora Stereo Cristal)
- Coatzacoalcos, Veracruz 103.5 FM (cambió a Retro FM, ahora La Poderosa de Grupo AS Comunicación)
- Chihuahua, Chihuahua 88.5 FM (cambió a La Nueva, ahora @ FM)
- Ciudad Obregón, Sonora
  - 100.9 FM (cambió a Sin Límites; se formó el Grupo LARSA Comunicaciones en Sonora, rompiendo coalición alguna. Ahora es La Poderosa de Grupo AS Comunicación)
  - 104.9 FM (ahora @ FM)
- Cuernavaca, Morelos
  - 98.1 FM (cambió a Éxtasis Digital, ahora Súper de Grupo Audiorama Comunicaciones)
  - 93.3 FM (ahora @ FM)
- Culiacán, Sinaloa
  - 95.3 FM (cambió a @ FM, ahora La Plakosa)
  - 102.5 FM (se desincorporó del grupo cambiandose a Switch FM, ahora La Bestia Grupera, administrada por RSN)
- Durango, Durango 107.7 FM (ahora @ FM en el 99.7 FM)
- Ensenada, Baja California 101.1 FM (ahora Super)
- Hermosillo, Sonora XHESON-FM 88.9 MHz (ahora La Poderosa)
- León, Guanajuato 99.3 FM/1530 AM (cambió a @ FM)
- Mazatlán, Sinaloa 100.3 FM (cambió a @ FM, ahora Stereo Uno tras un nuevo acuerdo con Luz Network)
- Navojoa, Sonora 1100 AM (se formó parte el Grupo LARSA Comunicaciones en Sonora, rompiendo coalición alguna, aunque el formato regresó en 2015 en el 95.5 FM durando solo poco tiempo, después pasó a Toño FM, y ahora es KY)
- Nogales, Sonora
  - 106.7 FM (cambió a Sin Limites, ahora Studio)
  - 89.9 FM / 1130 AM  (ahora @ FM)
- Oaxaca, Oaxaca 102.9 FM (cambió a Estéreo Joven durando solo poco tiempo, ahora Retro)
- Parral, Chihuahua 640 AM/99.3 FM (cambió a @ FM; actualmente salió del aire y cerró la transmisión por no renovar la concesión)
- Poza Rica, Veracruz 1020 AM/102.7 FM (cambió a Éxtasis Digital, ahora Globo de MVS Radio)
- Puerto Peñasco, Sonora 106.1 FM (ahora Super en el 93.5 FM)
- Puerto Vallarta, Jalisco 910 AM/105.1 FM (cambió a @FM, ahora Oreja FM de Grupo AS Comunicación)
- Querétaro, Querétaro 98.7 FM (cambió a Ke Buena, ahora La Jefa de Respuesta Radiofónica)
- Tampico, Tamaulipas 96.9 FM (cambió a Ke Buena, ahora La Poderosa de Grupo AS Comunicación)
- Tecomán, Colima 91.3 FM (cambió a Eres, ahora La Más Picuda)
- Tehuacán, Puebla 90.7 FM (ahora Romántica de Grupo AS Comunicación)
- Tepic, Nayarit 620 AM/96.1 FM (ahora Love FM de Grupo Audiorama Comunicaciones)
- Tijuana, Baja California 107.7 FM (ahora Más Flo, se desincorporó del Grupo Audiorama Comunicaciones)
- Torreón, Coahuila 570 AM/94.7 FM (cambió a @ FM, ahora La Voz)
- Uruapan, Michoacán 102.1 FM (ahora La Mexicana de Grupo AS Comunicación)
- Xalapa, Veracruz 98.5 FM (cambió a One FM, ahora Digital de Grupo Avanradio)

#### Ke Buena
Música grupera y regional.
Cobertura actual
- XHMU-FM 90.1 MHz - Tampico, Tamaulipas (perteneciente al Grupo AS Comunicación)

Plazas que emitían
- Acapulco, Guerrero
  - 103.9 FM (ahora Buenísiima)
  - 96.9 FM (cambió a La Más Picuda, ahora Éxtasis Digital de Grupo Radio Comunicación)
  - 93.7 FM (ahora La Poderosa)
- Ciudad del Carmen, Campeche 950 AM (cambió a La Poderosa en el 101.3 de FM, ahora Globo de MVS Radio)
- Ciudad de México 1380 AM (un tiempo se transmitió en modo combo con la Ke Buena 92.9 FM de la Ciudad de México; más adelante cambió a Romántica, y actualmente aún conserva el formato)
- Ciudad Victoria, Tamaulipas 96.1 FM/640 AM (ahora Romántica)
- Ciudad Obregón, Sonora 92.1 FM (ahora Con Madre)
- Chetumal, Quintana Roo 99.3 FM (ahora La Bestia Grupera)
- Chilpancingo, Guerrero
  - 107.1 FM (ahora Super en el 102.7 FM)
  - 99.7 FM (ahora La Bestia Grupera)
- Coatzacoalcos, Veracruz 99.3 FM (cambió a La Bestia Grupera, ahora La Lupe de Multimedios Radio)
- Cuautla, Morelos 105.3 FM (cambió Lokura FM; la estación fue vendida a Grupo Radiodifusoras Capital (hoy Capital Media), ahora La Ke Buena de Capital Media y Radiópolis)
- Cuernavaca, Morelos 88.5 FM (ahora Buenísiima)
- Durango, Durango 98.1 FM/660 AM (ahora La Poderosa)
- Ensenada, Baja California 97.9 FM/730 AM (ahora @ FM)
- Hermosillo, Sonora 101.1 FM (ahora @ FM)
- Lázaro Cárdenas, Michoacán 95.7 FM/920 AM (ahora La Poderosa)
- Mazatlán, Sinaloa 97.9 FM (cambio a La Bestia Grupera, ahora Globo)
- Mexicali, Baja California 850 AM (ahora Buenísiima)
- Nogales, Sonora
  - 89.5 FM/1240 AM (cambió a Romántica, ahora La Poderosa)
  - 1130 AM (cambió a Futura, ahora @ FM en el 89.9 de FM)
  - 1300 AM (cambio a La Bestia Grupera, después a La Más Chingona en el 90.3 de FM, ahora KY)
- Nuevo Laredo, Tamaulipas
  - 101.5 FM/1410 AM (ahora Fiesta Mexicana)
  - 1090 AM (cambió a Romántica, ahora La Poderosa en el 103.7 de FM)
- Parral, Chihuahua 107.1 FM/730 AM (cambió a Estéreo Fiesta, ahora La Más Picuda en el 104.7 de FM)
- Puerto Vallarta, Jalisco 94.3 FM/1110 AM (cambió a Fiesta Mexicana, ahora La Poderosa)
- Reynosa, Tamaulipas XERT-AM 1170 kHz (cambió a La Raza de Grupo Radio Avanzado, ahora La Más Picuda)
- Querétaro, Querétaro 98.7 FM (ahora a La Jefa)
- Tampico, Tamaulipas 96.9 FM (ahora La Poderosa)
- Tecomán, Colima 90.5 FM (ahora La Bestia Grupera)
- Tepic, Nayarit 97.7 FM (ahora La Nayarita)
- Tlalmanalco, Estado de México 540 AM (por un tiempo se transmitió en modo combo con la Ke Buena 92.9 FM de la Ciudad de México; más adelante cambió de programación, después cambió a La Poderosa del Oriente; hoy es La Bestia Grupera)
- Tierra Blanca, Veracruz 100.9 FM/1260 AM (ahora La Bestia Grupera)
- Torreón, Coahuila 101.1 FM/600 AM (cambió a La Dinámica, ahora Wow 101.1)

### Heraldo Media Group

#### El Heraldo Radio
Transmite noticias, programas de revista y deportes, perteneciente a El Heraldo de México.
Cobertura actual
- XHRRT-FM 92.5 MHz - Tampico, Tamaulipas
- XHERS-FM 104.3 MHz - Torreón, Coahuila
- XHRPR-FM 88.3 MHz - Tuxtla Gutiérrez, Chiapas

Plazas que emitían
- Acapulco, Guerrero
  - 88.9 FM (ahora Radio de la Costa 88.9 del Grupo Radio Comunicación)
  - 92.1 FM (ahora Voces 92.1)
- Ciudad del Carmen, Campeche 101.3 FM y 950 AM (ahora Globo de MVS Radio)
- Ciudad Juárez, Chihuahua 1190 AM (regresó a Radio Centro 1190, ahora es combo de Máxima FM en el 99.1)
- Coatzacoalcos, Veracruz 99.3 FM (cambió a Activa de Radio SA, ahora La Lupe de Multimedios Radio)
- Salina Cruz, Oaxaca 98.1 FM (cambió a La Poderosa de Grupo AS Comunicación, ahora La Lupe de Multimedios Radio)
- Tapachula, Chiapas 96.3 FM (ahora Romántica)
- Tepic, Nayarit 96.1 FM (ahora Love FM)
- Tlalmanalco, Estado de México 540 AM (regresó a La Bestia Grupera)
- Villahermosa, Tabasco 104.9 FM (cambió a La Mexicana, ahora La Lupe de Multimedios Radio)

### MVS Radio

#### Exa FM
Formato de música juvenil del momento en español e inglés.
Cobertura actual
- XHIT-FM 99.7 MHz / XEIT-AM 1070 kHz - Ciudad del Carmen, Campeche (perteneciente a Organización Radio Carmen)
- XHRIC-FM 101.9 MHz - Poza Rica, Veracruz (perteneciente a Marcos López Zamora)

Plazas que emitían
- Chetumal, Quintana Roo 99.3 FM (cambió a La Poderosa, después a Ke Buena, ahora Latidos FM de Luna Medios)
- Uruapan, Michoacán 610 AM/100.5 FM (ahora Stereo Mía)

#### La Mejor
Formato de música del género regional mexicano cómo grupera, norteña, banda, techno banda, mariachi, sierreña y duranguense.
Cobertura actual
- XHPW-FM 94.7 MHz - Poza Rica, Veracruz (perteneciente a Marcos López Zamora)
- XHSHT-FM 102.5 MHz - Saltillo, Coahuila
- XHRAW-FM 93.9 MHz - Miguel Alemán, Tamaulipas

Plazas que emitían
- Ciudad Guzmán, Jalisco 93.5 MHz (ahora La Más Picuda)

#### Globo
Baladas y música pop del recuerdo en español e inglés.
Cobertura actual
- XHMAB-FM 101.3 MHz / XEMAB-AM 950 kHz - Ciudad del Carmen, Campeche (perteneciente a Organización Radio Carmen)
- XHPR-FM 102.7 MHz / XEPR-AM 1020 kHz - Poza Rica, Veracruz (perteneciente a Marcos López Zamora)

### Grupo AS Comunicación

#### Boom FM
Éxitos Clásicos de los 60's hasta los 2000's en inglés, formato semejante al de Éxtasis Digital.
- XHERP-FM 104.7 MHz - Tampico, Tamaulipas

#### Oreja FM
Baladas en español de los 80's, 90's, 2000's y actual.
Cobertura actual
- XHIQ-FM 102.5 MHz - Ciudad Obregón, Sonora
- XHCCBD-FM 91.7 MHz - Lázaro Cárdenas, Michoacán
- XHIU-FM 105.7 MHz / XEIU-AM 990 kHz - Oaxaca, Oaxaca
- XHNAY-FM 105.1 MHz - Puerto Vallarta, Jalisco
- XHS-FM 100.9 MHz - Tampico, Tamaulipas

Plaza que emítia
- Tuxtla Gutiérrez, Chiapas
  - 88.3 FM (cambió a Fiesta Mexicana 88.3 FM, ahora El Heraldo Radio)
  - 99.3 FM (regresó a Romántica)
- Villahermosa, Tabasco 99.1 FM (ahora La Rancherita)

### Grupo Avanradio

#### La Poderosa
Música del género regional mexicano cómo grupera, norteña, banda, techno banda, mariachi, sierreña y duranguense, incluyendo algunas canciones de música romántica del ayer y música tropical.
Cobertura actual
- XHQT-FM 106.9 MHz - Veracruz, Veracruz

### Grupo Oro

#### Oro 94.9
Formato de éxitos clásicos en inglés.
- XHORO-FM 94.9 MHz - Puebla, Puebla

## Formatos Desaparecidos

### Red W Interactiva
Fue una cadena radiofónica que fue rentada por Grupo Pegaso, que  transmitía programas hablados, noticieros, deportes y música variada. Empezó sus transmisiones en 2001 y terminó sus transmisiones en 2002.
Plazas que Emitían Red W Interactiva
- Aguascalientes, Aguascalientes 950 AM Ex-Combo 100.9 FM (ahora Stereorey de MVS Radio y Radio Universal en el 100.9 FM)
- Tijuana, Baja California 1420 AM (ahora Radio Ranchito)*
- Piedras Negras, Coahuila 99.1 FM (ahora La Mejor FM)
- Saltillo, Coahuila 960 AM (ahora Super Mix KS en 104.9)
- Colima, Colima 1080 AM y 92.5 FM (ahora La Mejor FM)
- Chihuahua, Chihuahua 680 AM (ahora Súper de Grupo Bustillos Radio en el 92.5 FM)*
- Parral, Chihuahua 96.9 FM (ahora La Tremenda)
- Ciudad de México 1530 AM (ahora Buenísiima)*
- Durango, Durango 96.5 FM (ahora La Tremenda)
- Celaya, Guanajuato 950 AM y 103.7 FM (ahora Él y Ella de Corporación Bajío Comunicaciones en el 103.7 FM)
- Acapulco, Guerrero 1400 AM (Ahora Vida de Grupo Audiorama Comunicaciones en el 89.7 FM)
- Ixtapa Zihuatanejo, Guerrero 1410 AM (ahora Globo de MVS Radio en el 98.5 FM)
- Guadalajara, Jalisco 1440 AM y 95.9 FM (cambió a ABC Radio, ahora Vox Radio Hits de Star Group y Radiópolis En el 95.9 FM)
- Apatzingán, Michoacán 92.1 FM (ahora La Pura Ley)
- Ciudad Hidalgo, Michoacán 1190 AM (ahora Radio Sol en el 103.9 FM)
- Monterrey, Nuevo León 1450 AM y 88.1 FM (ahora Globo de MVS Radio)
- Culiacán, Sinaloa 890 AM Y 92.9 FM (cambió a Los 40 y luego cerró la estación por no renovar la concesión)*
- Mazatlán, Sinaloa 690 AM Y 94.7 FM (ahora Ke Buena)*
- Villahermosa, Tabasco 790 AM y 91.7 FM (ahora XEVA 91.7 de Grupo Pazos)
- Matamoros, Tamaulipas 1490 AM (cambió a Radio Mexicana y luego cerró la estación por no renovar la concesión)*
- Tampico, Tamaulipas 1240 AM Y 100.9 FM (ahora Oreja WFM de Grupo AS Comunicación y Radiópolis)*
- Córdoba, Veracruz 580 AM (ahora Retro de Grupo Audiorama Comunicaciones en el 88.1 FM)*
- Tierra Blanca, Veracruz 1050 AM (ahora Radio Max En El 105.1 FM)*
- Mérida, Yucatán 1090 AM Y 105.9 FM (ahora Súper Stereo De Valanci Media Group En El 105.9)*

Nota: * indica que es afiliada a Grupo Radiorama

### Juventud
Transmitía música pop juvenil del momento en inglés y español.
- Ciudad de México 1530 AM (ahora Buenísiima)
- Mexicali, Baja California 104.9 FM (cambio a @ FM, ahora Invasora de Uniradio)
- Poza Rica, Veracruz 94.7 FM (cambió a @FM, ahora La Mejor de MVS Radio)

### Sol FM
Transmitía música contemporánea y éxitos juveniles del momento en inglés y español. La estación XHMZA-FM 89.7 de Colima, Colima empezó a ser parte Grupo Radiofónico ZER bajo el mismo formato.
- Ensenada, Baja California 101.1 FM (cambió a Súper, ahora Estéreo Sol de Radio Cadena Enciso)
- Magdalena, Sonora 90.7 FM (ahora KY)
- Puerto Peñasco, Sonora 106.1 FM (ahora Súper en el 93.5 FM)
- Mexicali, Baja California 89.9 FM (ahora Súper)

### La Tremenda
Transmitía música del género regional mexicano cómo grupera, norteña, banda, techno banda, mariachi, sierreña y duranguense. 
- Cuautla, Morelos 104.5 FM (ahora La Bestia Grupera)
- Nogales, Sonora 1300 AM (ahora KY en el 90.3 FM)
- San Luis Río Colorado, Sonora 89.5 FM (cambió a Variedades FM, ahora perteneciente a Organización Impulsora de Radio (OIR), sistema de Grupo Radio Centro)
- Sonoyta, Sonora 96.5 FM (ahora La Súper)
- Tampico, Tamaulipas 1330 AM (ahora Boom FM en el 104.7 FM)

### Radio Norteña
Transmitía música del género regional mexicano del género de norteño.
- Mexicali, Baja California 1370 AM (cambió a Vida, ahora Radio Bahía de Radio Cadena Enciso)

### Colorín Colorradio
Transmitía música infantil.
- Ciudad de México 1530 AM (ahora Buensiima)
- Ciudad de México 540 AM (ahora La Bestia Grupera)
- Acapulco, Guerrero 550 AM (cambió a Los 40, ahora Voces en el 92.1 FM)
- Torreón, Coahuila 790 AM (ahora El Viejón de GPS Media en el 99.5 FM)

### Rock 990
Transmitía música de rock and roll clásico en inglés y español.
- Mexicali, Baja California 990 AM (ahora La Rocola 990)

### La Invasora
Transmitía música del género regional mexicano cómo grupera, norteña, banda, techno banda, mariachi, sierreña y duranguense.
- Guadalajara, Jalisco 94.7 FM (ahora KY 94.7 de Grupo Audiorama Comunicaciones)
- Mexicali, Baja California 89.9 FM (ahora Súper)
- Poza Rica, Veracruz 1270 AM (cambió a La Huasteca, ahora @FM en el 89.3)

### Nuestra Música 990
Transmitía música del género regional mexicano del género de mariachi.
- Mexicali, Baja California 990 AM (ahora La Rocola 990)

### Tu Recuerdo
Empezó transmitiendo música del género regional mexicano del género de mariachi, y tiempo después transmitía música romántica del recuerdo.
- Córdoba, Veracruz 670 AM / 96.1 FM (ahora La Bestia Grupera)
- León, Guanajuato 101.5 FM (ahora Love FM)
- Mexicali, Baja California 89.9 FM (ahora Súper)
- Poza Rica, Veracruz 89.3 FM (ahora @ FM)
- Tampico, Tamaulipas 99.3 FM (ahora Vida Romántica)
- Torreón, Coahuila 106.7 FM (ahora Pasión)

### Radio Mundo
Transmitía música del recuerdo y balada moderna en español.
- Poza Rica, Veracruz 100.9 FM / 1450 AM (ahora Vida Romántica)
- Mexicali, Baja California 990 AM (ahora La Rocola 990)

### La Patrona del Valle, La Súper Banda
Transmitía música del género regional mexicano de los géneros de banda y techno banda.
- Mexicali, Baja California 850 AM (ahora Buenísiima)

### Siglo XXI
Transmitía música variada.
- Irapuato, Guanajuato 1040 AM (ahora Radio Lobo en el 92.5 FM)
- Mexicali, Baja California 1050 AM (ahora La Gran D de Radio Cadena Enciso)

### Escaparate 15 30
Productos, servicios y ofertas en tu misma frecuencia. Fue un formato de música del género regional mexicano cómo grupera, norteña, banda, techno banda, mariachi, sierreña y duranguense, incluyendo música tropical cómo salsa, merengue, cumbia, pop y programas religiosos.
- Ciudad de México 1530 AM (ahora Buensiima)

### Rock al extremo
Fue un formato de música de rock and roll en español de los 60's a la actualidad.
- Ciudad de México 1590 kHz
- Ciudad de México 1530 kHz

### Antena
Fue un formato de música en inglés y español del género del música alternativa y rock and roll.
- San Luis Potosí, San Luis Potosí 93.1 FM/1070 AM (ahora Romántica)

### Planeta
Transmitía música pop en inglés y español.

#### Cobertura
- Culiacán, Sinaloa 95.3 FM (ahora La Plakosa)
- Los Mochis, Sinaloa 1000 AM y 90.1 FM (ahora Ke Buena)
- Mazatlán, Sinaloa 100.3 FM (ahora Stereo Uno tras un nuevo acuerdo con Luz Network)

### Ráfaga
Transmitía música del género regional mexicano cómo grupera, norteña, banda, techno banda, mariachi, sierreña y duranguense, incluyendo algunas canciones de música tropical.

#### Cobertura
- Culiacán, Sinaloa 91.9 FM / 710 AM (ahora Ke Buena)
- Mazatlán, Sinaloa 97.9 FM / 1000 AM (cambió a Ke Buena, ahora Globo de RSN y MVS Radio)
- Puerto Vallarta, Jalisco 94.3 FM / 1110 AM (cambió a Fiesta Mexicana, ahora La Poderosa)
- Tepic, Nayarit 97.7 FM (ahora La Nayarita)

### La Más Perrona
Transmitía música del género regional mexicano cómo grupera, norteña, banda, techno banda, mariachi, sierreña y duranguense. El formato era parte de NRM Comunicaciones en donde solo se obtuvo la coalición en Chiapas.

#### Cobertura
- Huixtla, Chiapas 104.3 FM (ahora La Poderosa)
- Tapachula, Chiapas 98.7 FM (ahora La Poderosa)
- Tuxtla Gutiérrez, Chiapas 99.3 FM (ahora Romántica)

### La Sinaloense
Transmitía música del género regional mexicano cómo grupera, norteña, banda, techno banda, mariachi, sierreña y duranguense.

#### Cobertura
- Navolato, Sinaloa 92.9 FM (cambió a Magia Digital y luego Los 40, cerró la estación por no renovar la concesión)
- Mazatlán, Sinaloa 88.9 FM (cambió a Éxtasis Digital, ahora Magia Digital de Grupo MegaRadio)

### Madre
Transmitía música del género regional mexicano cómo grupera, norteña, banda, techno banda, mariachi, sierreña y duranguense.

#### Cobertura
- Ciudad Juárez, Chihuahua
  - 99.1 FM (ahora Alfa)
  - 105.1 FM (ahora Studio)
- Ciudad Obregón, Sonora 102.5 FM (ahora Oreja FM)

### One FM
Transmitía música electrónica en inglés y español. Pertenece a Grupo Avanradio.

#### Cobertura
- Tampico, Tamaulipas 92.5 FM (perteneció a Grupo AS Comunicación, ahora El Heraldo Radio de Heraldo Media Group)
- Veracruz, Veracruz 94.9 FM (ahora Fiesta 94 9)
- Xalapa, Veracruz 98.5 FM (ahora Digital 98.5 de Grupo Avanradio)

### Xtrema
Música pop juvenil del momento en inglés y en español. Perteneciente a Grupo AS Comunicación.

#### Cobertura
- Reynosa, Tamaulipas 95.3 FM (ahora @ FM)
- Tampico, Tamaulipas 93.5 FM (ahora @ FM)
- San Luis Potosí, San Luis Potosí 91.9 FM (ahora La Poderosa)
- Nuevo Laredo, Tamaulipas 103.7 FM y 1090 AM (ahora La Poderosa)

### La Luperrona
Transmitía música del género regional mexicano cómo grupera, norteña, banda, techno banda, mariachi, sierreña y duranguense.

#### Cobertura
- Ocotlán, Jalisco 91.1 FM (ahora 91.1 FM)
- Ciudad Guzmán, Jalisco 93.5 FM (ahora La Más Picuda)
- Colima, Colima 93.3 FM (ahora Stereo Vida)

## Radiodifusoras afiliadas
La cobertura de Grupo Radiorama es posible gracias al convenio que tiene con las siguientes radiodifusoras afiliadas y las que opera:
- Grupo Audiorama Comunicaciones - Mexicali, Baja California, Colima, Manzanillo y Tecomán, Colima, Acapulco y Chilpancingo, Guerrero, Chihuahua, Ciudad Juárez, Chihuahua, Cuernavaca y Cuautla, Morelos, Guadalajara y Cihuatlán, Jalisco, León, Guanajuato, Monterrey, Nuevo León, Tepic, Nayarit, Córdoba, Veracruz, Piedras Negras, Coahuila, Cancún y Chetumal, Quintana Roo, Puerto Peñasco y Sonoyta, Sonora, Villahermosa, Tabasco y Ciudad de México.
- Grupo AS Comunicación - Ciudad Victoria, Nuevo Laredo, Reynosa y Tampico, Tamaulipas, San Luis Potosí, San Luis Potosí, Tantoyuca, Veracruz, Tehuacán, Puebla, Morelia, Sahuayo, Uruapan y Lázaro Cárdenas, Michoacán, Oaxaca, Oaxaca, Manzanillo, Colima, Ciudad Obregón, Sonora, Puerto Vallarta, Jalisco, Huixtla, Tuxtla Gutiérrez y Tapachula, Chiapas y Villahermosa, Tabasco.
- Radiogrupo - Aguascalientes, Aguascalientes.
- Radio Promotora Leonesa - León, Guanajuato.
- Revolución Radio - Colima, Colima.
- Grupo Radiofónico Laguna - Torreón, Coahuila.
- Grupo ZER - Zacatecas, Zacatecas.
- Musicadena Radio y TV - Ensenada, Baja California.
- Radio Cadena Enciso - Tijuana, Baja California.
- Pacific Spanish Network - Tijuana, Baja California.
- Promomedios California - La Paz, Baja California Sur.
- Núcleo Comunicación del Sureste - Campeche, Campeche.
- Corporación Mexicana de Radiodifusión - Ensenada, Baja California, Córdoba, Veracruz y Colima, Colima.
- Grupo Radio Avanzado - Matamoros, Tamaulipas.
- Grupo Radio Centro - Ciudad Juárez, Chihuahua.
- Grupo Radio Comunicación de Chiapas - Chiapas y Oaxaca.
- Grupo Radio Korita - Tepic, Nayarit.
- Grupo Promomedios - Los Mochis, Sinaloa.
- Respuesta Radiofónica - Querétaro, Querétaro.
- Grupo Turquesa - Cancún, Quintana Roo.
- Cadena Radiovisa - Caborca y Guaymas, Sonora.
- Grupo Avanradio Veracruz, Veracruz.
- Grupo Rivas - Mérida, Yucatán.
- Heraldo Media Group - Tuxtla Gutiérrez, Chiapas, Tampico, Tamaulipas y Torreón, Coahuila.
- Organización Radiofónica Laguna - Torreón, Coahuila.
- GPS Media - Torreón, Coahuila.
- Grupo Bustillos Radio - Ciudad Cuauhtémoc y Chihuahua, Chihuahua.
- Grupo Oro - Puebla, Puebla.
- Grupo Radio Comunicación - Acapulco, Guerrero.